# Reinhart R. Wolke
Reinhart Robiyan Wolke, geboren als Reinhart Wolke (geboren am 27. Mai 1934 in Ústí nad Labem; gestorben am 18. Dezember 2005 in Bandung, Java) war ein deutscher Maler und Bildhauer.

## Leben

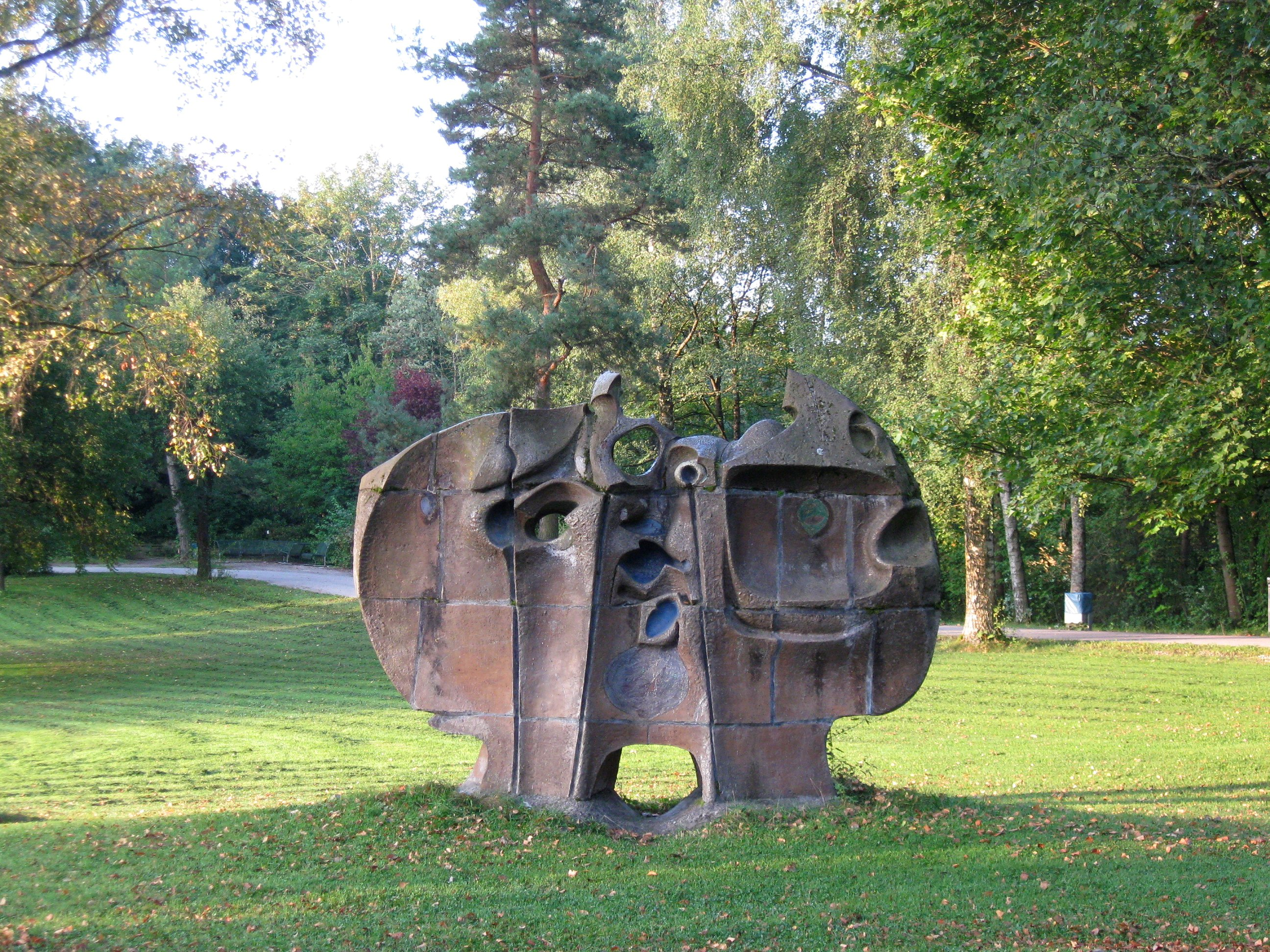
Plastik "Blumen am Wege" im Klinikum Großhadern

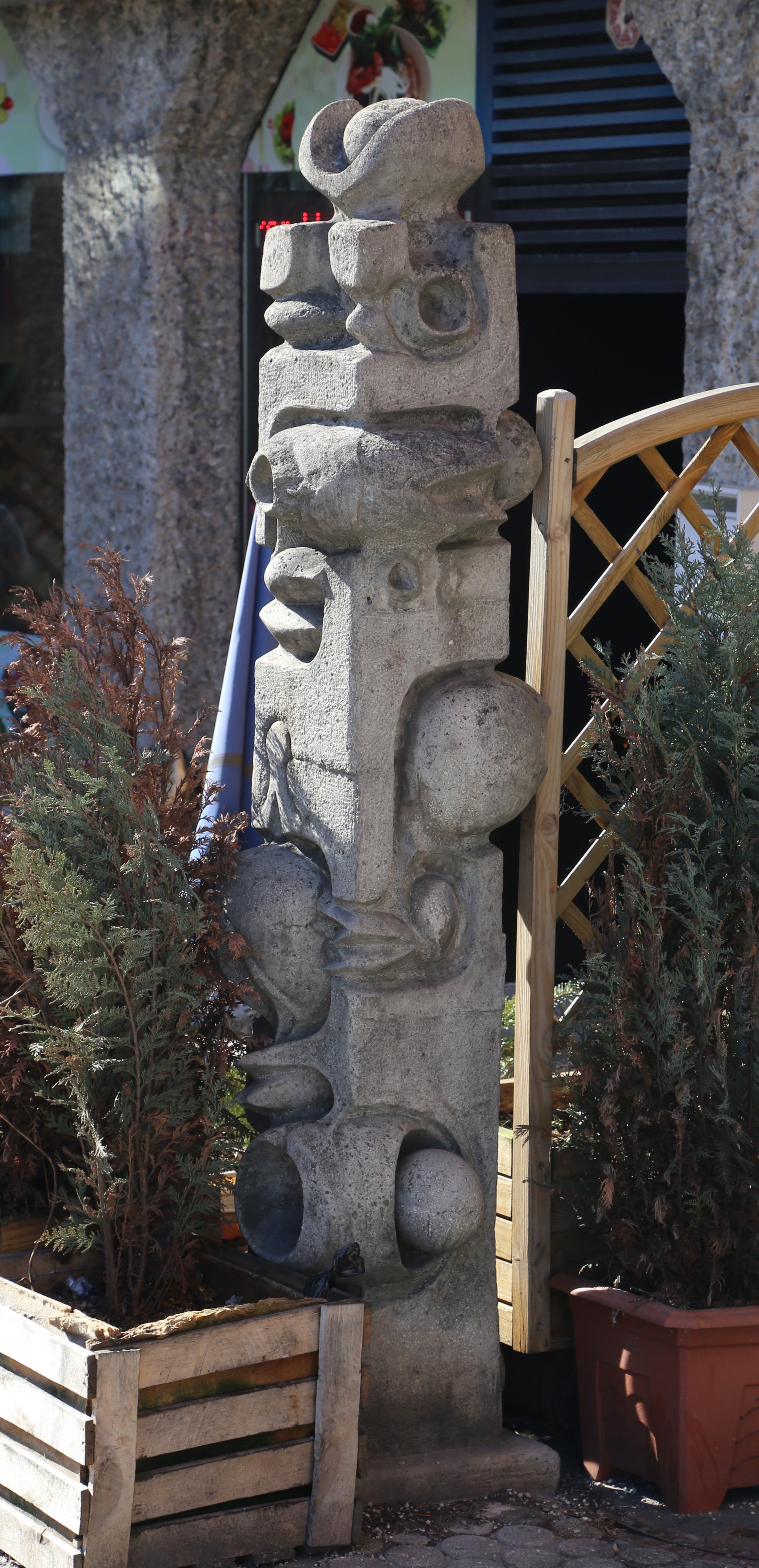
Skulptur in der Elsenheimerstraße, München

Wolke war der Sohn von Hedwig und Arthur Wolke und verbrachte seine Kindheit in Böhmen an der Elbe im heutigen Tschechien. Nach dem Zweiten Weltkrieg floh die Familie nach Weimar. Wolke absolvierte nach der Schule eine Lehre im Malerhandwerk.
1953 zog er in die Bundesrepublik. Es folgten weite Reisen zu Fuß oder mit dem Fahrrad in über 30 Länder in Asien, Afrika und Europa. Ab 1963 studierte er als Meisterschüler bei Robert Jacobsen Bildhauerei an der Akademie der Bildenden Künste München und erhielt ein Stipendium der Studienstiftung des deutschen Volkes. Künstlerische Keramik erlernte er bei Franz Eska. 1967, 1969 und 1970 nahm er an der Großen Kunstausstellung im Haus der Kunst teil. 1974 zog er mit seiner Familie von Planegg bei München in das ehemalige Schulhaus von Osterzhausen, wo er 14 Jahre lebte und arbeitete.
Wolkes Schaffen war geprägt durch die Eindrücke seiner Reisen, wobei er sich mit verschiedenen Materialien und künstlerischen Techniken auseinandersetzte. Hierbei entstanden Großplastiken, Wandreliefs, Brunnen, Kachelöfen, Grabmäler sowie Gartengestaltungen im öffentlichen wie auch im privaten Raum.
1989 verlegte er seinen Lebensmittelpunkt in das zentrale Hochland der indonesischen Insel Java. Dort entstanden von ihm gestaltete Häuser und Möbel, Skulpturen, Aquarelle und Bücher. Am 18. Dezember 2005 starb Reinhart R. Wolke. Das „R.“ stand für seinen indonesischen Namen Robiyan.
Die erste postume Ausstellung seiner Werke fand im Mai 2009 in der Aichacher Werkstatt-Galerie Schiele statt.

## Kunstwerke im öffentlichen Raum
- "Blumen am Wege" (um 1975), Skulptur im Klinikum Großhadern der Universität München
- Keramische Brunnenplastik in der Raiffeisenbank Pöttmes
- Betonplastik Elsenheimerstraße/Ecke Landsberger Straße in München
- "Nashorn", Plastik für das Augustinum München, jetzt beim Landschulheim Elkofen[10]
- "Die Liebenden",  Bronzeguss 180 × 60 × 60 cm, Wattweg/Ecke Hauptstraße, Kampen (Sylt)[11]
- Künstlerische Gestaltung der Friedhofsanlagen in Langweid am Lech und Thierhaupten

## Kataloge
- Johanna Müller: Bildhauer Reinhart Wolke: Arbeiten 1969–1979.
- Graphik Reinhart Wolke 1963–1982: Radierungen. Zeichnungen. Linolschnitte. Osterzhausen-Pöttmes o. J.
- Von Nil zu Nil. Eine Reise. Osterzhausen-Pöttmes 1984.
- Aquarell-Impressionen: Reinhart Wolke. Abreißkalender; Korsch, Gilching 1993–1994